# Lijst van Vlaamse ministers van Sport
Dit is een lijst van ministers van Sport in de Vlaamse regering. 
Bij het aantreden van de regering-Dewael in 1999 werd voor de eerste keer een minister van Sport aangeduid. Daarvoor werd de bevoegdheid door verschillende ministers gedeeld. Van 1995 tot en met 1999 was Luc Martens (CVP) coördinerend minister.

## Lijst
| Nr. | Minister | Minister                | Partij | Partij       | Begin             | Einde             | Regering(en)                  |
| --- | -------- | ----------------------- | ------ | ------------ | ----------------- | ----------------- | ----------------------------- |
| 1   |          | Johan Sauwens (1951)    |        | VU           | 13 juli 1999      | 10 mei 2001       | Dewael                        |
| 2   |          | Bert Anciaux (1959)     |        | VU           | 18 mei 2001       | 3 juli 2002       | Dewael                        |
| 3   |          | Guy Vanhengel (1958)    |        | VLD          | 3 juli 2002       | 10 juni 2003      | Dewael                        |
| 4   |          | Marino Keulen (1963)    |        | VLD          | 10 juni 2003      | 20 juli 2004      | Somers                        |
| (2) |          | Bert Anciaux (1959)     |        | Spirit/ Sp.a | 20 juli 2004      | 13 juli 2009      | Leterme, Peeters I            |
| 5   |          | Philippe Muyters (1961) |        | N-VA         | 13 juli 2009      | 2 oktober 2019    | Peeters II, Bourgeois, Homans |
| 6   |          | Ben Weyts (1970)        |        | N-VA         | 2 oktober 2019    | 30 september 2024 | Jambon                        |
| 7   |          | Annick De Ridder (1979) |        | N-VA         | 30 september 2024 | heden             | Diependaele                   |